# 小行星6014
小行星6014（6014 Chribrenmark）是一颗绕太阳运转的小行星，为主小行星带小行星。该小行星于1991年8月19日发现。

## 轨道参数
小行星6014的轨道半长轴为351 594 632 km，2.3502315 UA，离心率为0.145。